# École nationale supérieure de mécanique et d’aérotechnique
Die École nationale supérieure de mécanique et d'aérotechnique (ENSMA) ist eine 1948 gegründete Grande école mit Sitz in der Nähe von Poitiers, Frankreich.
Die Absolventen arbeiten in der Regel als F&E-Ingenieure für Unternehmen in den Bereichen Luft- und Raumfahrt (60 %), Transport, Investitionsgüter und Energie.
1945 wurde das Institut de Mécanique et d'Aérotechnique de Poitiers (IMAP) in Zusammenarbeit zwischen dem französischen Luftfahrtministerium, der Universität von Paris und der Universität Poitiers gegründet. Im Jahr 1947 begann die französische Regierung mit der Einrichtung einer neuen Reihe von nationalen Ingenieurschulen. Im Rahmen dieser Reformen wurde die IMAP am 27. März 1948 in die École nationale supérieure de mécanique et d'aérotechnique (ENSMA) umgewandelt.
1993 zog die ENSMA vom Poitiers Center nach Futuroscope um, um über einen größeren Campus für größere Forschungskapazitäten zu verfügen.

## Berühmte Absolventen
- Sabrina Soussan, eine Ingenieurin und Managerin mit französischer und deutscher Staatsangehörigkeit